# Cimetière du Père-Lafosse
Le cimetière du Père-Lafosse, également appelé cimetière des Âmes perdues, est un cimetière français de l'île de La Réunion, département d'outre-mer dans le Sud-Ouest de l'océan Indien. Situé sur le territoire de la commune de Saint-Louis, il est l'un des rares cimetière de l'ancienne colonie à accueillir des sépultures d'esclaves identifiées comme telles. Y est notamment enterré Jean Lafosse, homme d'Église connu pour son engagement antiesclavagiste.

## Annexe